# James Challis
James Challis, född 12 december 1803 och död 3 december 1882, var en brittisk präst, fysiker och astronom. Han blev professor i astronomi i Cambridge 1836 och gjorde åtminstone två kända observationer av Neptunus, men lyckades aldrig fastslå att det var en nyupptäckt planet han observerat. Han undersökte ett brett spektrum av fysiska fenomen men lämnade få varaktiga bidrag utanför astronomin. 

## Biografi
Challis var son till stenhuggaren John Challis. Efter att ha gått i olika lokala skolor tog han examen vid Trinity College, Cambridge 1825 som Senior Wrangler (examensgrad) och första Smiths Prize-vinnare. Han valdes till treenighetsfellow 1826 och prästvigdes 1830. Han innehade Papworth Everards, Cambridgeshires välvilja från college fram till 1852. År 1831 gifte han sig med änkan Sarah Copsey, född Chandler och lämnade då sin Trinity fellowship. Paret fick en son och en dotter.
Challis publicerade 225 artiklar inom matematik, fysik och astronomi. Han omvaldes till Trinityfellow 1870. Han dog i Cambridge och begravdes bredvid sin hustru på Mill Road Cemetery, Cambridge. Hans förmögenhet när han dog var £ 781 (motsvarande £ 79,200 år 2019).

## Karriär

### Plumianprofessor
År 1836 blev han chef för Cambridge Observatory och Plumianprofessor och hade den senare posten fram till sin död. Han föreläste inom alla fysikområden. Som examinator för Smiths pris granskade han G. G. Stokes, Arthur Cayleys, John Couch Adams, William Thomsons (senare Lord Kelvin), Peter Guthrie Taits och James Clerk Maxwells tidiga arbete. I över ett decennium, i korrespondens och publikationer, höll Challis upprepade gånger inte med Stokes slutsatser från sin forskning.
Challis var domare för Thomson och för Stokes i deras respektive ansökningar om lärostolar vid University of Glasgow, och för Maxwell på University of Aberdeen. Han och Thomson granskade tillsammans ämnet för Adamspriset om Saturnus ringar, som vanns av Maxwell 1857.

### Cambridgeobservatoriet
Challis efterträdde George Biddell Airy vid observatoriet och förbättrade gradvis instrumenteringen och noggrannheten i observationerna. Han gjorde några tidiga observationer av kometfrakturen 3D/Biela i två delar den 15 januari 1846 och observerade båda fragmenten igen 1852. Han publicerade över 60 vetenskapliga artiklar som redovisade andra observationer av kometer och asteroider. Han uppfann meteoroskopet (1848) och transitreduceraren (1849). Challis publicerade tolv volymer astronomiska observationer gjorda vid Observatoriet i Cambridge.
Challis avgick efter 25 år från posten som observatoriechef på grund av den kroniska stressen orsakad av hans oförmåga att hålla jämna steg med behandlingen av alla nya astronomiska observationer. Hans föregångare Airy hade intagit en mer avslappnad attityd. Han efterträddes av Adams, men behöll sin professur fram till sin död.

### Sökandet efter den åttonde planeten
År 1846 övertalade Airy slutligen en skeptisk Challis att delta i sökandet efter en åttonde planet i solsystemet. Adams hade förutspått platsen för en sådan planet redan 1844, baserat på störningar i Uranus omloppsbana. Adams misslyckades med att framgångsrikt verifiera sin förutsägelse och det rådde liten entusiasm för en systematisk sökning av himlen fram till Airys insatser. Challis började slutligen sin, något motvilliga, sökning i juli 1846, omedveten om att fransmannen Urbain Le Verrier självständigt hade gjort en identisk förutsägelse. Den tyske astronomen Johann Gottfried Galle, biträdd av Heinrich Louis d'Arrest, bekräftade slutligen Le Verriers förutsägelse den 23 september. Planeten fick namnet "Neptunus". Det blev snart uppenbart från Challis anteckningsböcker att han hade observerat Neptunus två gånger, en månad tidigare men misslyckats med identifieringen på grund av bristande flit och en aktuell stjärnkarta. Challis var full av ånger över sin miss men skyllde sin försummelse på den brådskande arbetet med att komma ikapp eftersläpningen av astronomiska observationer vid observatoriet.

### Fysiker
Challis arbetade också inom hydrodynamik och optik där han stödde vågteorin om ljus och den avancerade teorin om en luminifer eter som medium för dess spridning. Han avvisade dock tanken att etern var ett elastiskt fast ämne och insisterade på att det var en vätska, vilket förde honom i konflikt med Airy och Stokes. Driven av Sir Isaac Newtons något dunkla påstående om "en viss mest subtil anda som genomsyrar och ligger gömd i alla grova kroppar", drevs Challis till att försöka härleda alla fysiska fenomen från en modell av inerta sfäriska atomer inbäddade i en elastisk flytande eter, ett företag som beskrivs som ett försök till en "viktoriansk enhetlig fältteori". Hans arbete inkluderade en mekanisk förklaring av gravitation. Hans idéer vann få supporters.

### Teologiska idéer
Challis tog upp Charles Wycliffe Goodwins åsikter om Genesis uttryckta i Essäer och recensioner (1860). Challis såg Genesis som en "presumtiv plan" för skapelsen, snarare än en bokstavlig kronologi, och hävdade att den bibliska berättelsen kunde förenas med det geologiska tidsförloppet. Han fortsatte med att tolka ordet "lag", som används i andlig mening av Sankt Paulus, i betydelsen vetenskaplig rätt.

## Publikationer i urval
- Challis, J. (1861) Creation in Plan and Progress
- — (1869). Notes on the Principles of Pure and Applied Calculation; and Applications of Mathematical Principles to Theories of the Physical Forces. Cambridge: Deighton, Bell and Co. https://archive.org/details/notesonprinciple00chalrich
- — (1871) A Translation of the Epistle of the Apostle Paul to the Romans
- — (1873) An Essay on the Mathematical Principles of Physics
- — (1875) Remarks on the Cambridge Mathematical Studies
- — (1880) Essay on the Scriptural Doctrine of Immortality

### Utmärkelser och hedersbetygelser
- Ledamot av the Royal Astronomical Society, (1836);[5]
- Ledamot av the Royal Society, (1848);[5]
- Bronze medal vid The Great Exhibition för hans transitreducerare, (1851).[5]
- Månkratern Challis har namn efter Challis.[14]